# Tom Cable
Thomas „Tom“ Lee Cable, Jr. (* 26. November 1964 in Merced, Kalifornien) ist ein US-amerikanischer Footballtrainer und ehemaliger Footballspieler. Er war zuletzt der Trainer der Offensive Line bei den Las Vegas Raiders in der National Football League (NFL).

## Kindheit und Jugend
Cable wurde in Merced, Kalifornien geboren. Er spielte High School Football in Snohomish, Washington, nordöstlich von Seattle. Er ging 1982 auf die University of Idaho.

## Spielerkarriere
Cable spielte vier Jahre für die Footballmannschaft seines Colleges, den Idaho Vandals. 1987 verpflichteten ihn die Indianapolis Colts als Ersatz für fehlende Spieler während des Spielerstreiks, er kam jedoch nie zum Einsatz.

## Trainerkarriere

### College
Cable begann seine Trainerkarriere im College Football. Er war 13 Jahre als Assistenztrainer an der University of Colorado, bevor er am 13. Dezember 1999 zum Head Coach des Footballteams seiner Alma Mater wurde. Dort verbrachte er vier Saisons, konnte dabei aber nur 11 von 46 Spielen gewinnen, weshalb er entlassen wurde. Cable wurde darauf für zwei Saisons Offensive Coordinator an der University of California, Los Angeles.

### NFL
2006 wechselte Cable in die Profiliga, als er den Job als Trainer der Offensive Line bei den Atlanta Falcons annahm. Am Ende der Saison verließ er das Franchise.
2007 verpflichteten die Oakland Raiders Cable als Trainer der Offensive Line. Nachdem Head Coach Lane Kiffin in der vierten Woche der Saison 2008 entlassen worden war, wurde Cable zum Interims Head Coach. Am 4. Februar 2009 wurde Cable offiziell zum Head Coach der Raiders ernannt. Am 4. Januar 2011 informierte Raiders Besitzer Al Davis Cable, dass sein Vertrag nicht verlängert werden würde.
Zwei Wochen später verkündeten die Seattle Seahawks, dass sie Cable als Trainer der Offensive Line und Assistenz Head Coach unter Pete Carroll verpflichtet hatten. Cable gewann mit den Seahawks den Super Bowl XLVIII. Nachdem die Seahawks 2017 die Playoffs verpassten, wurde er entlassen. Nur wenige Tage später verpflichtete ihn John Gruden für seinen neuen Trainerstab bei den Oakland Raiders als Trainer der Offensive Line. Diese Position hatte er bis 2021 inne.